# Richard Mique

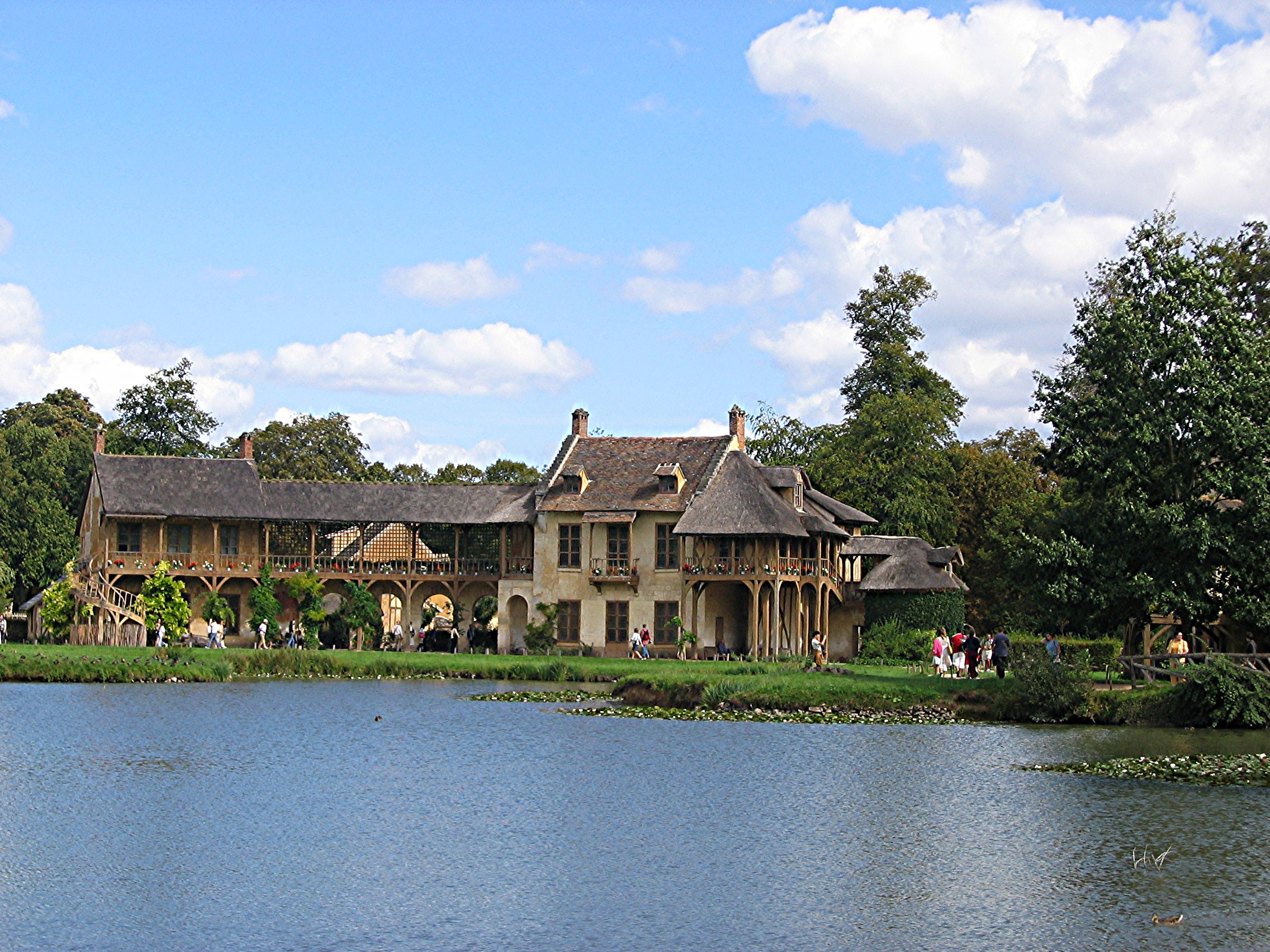
Weiler der Königin im Trianon, Grand Parc de Versailles

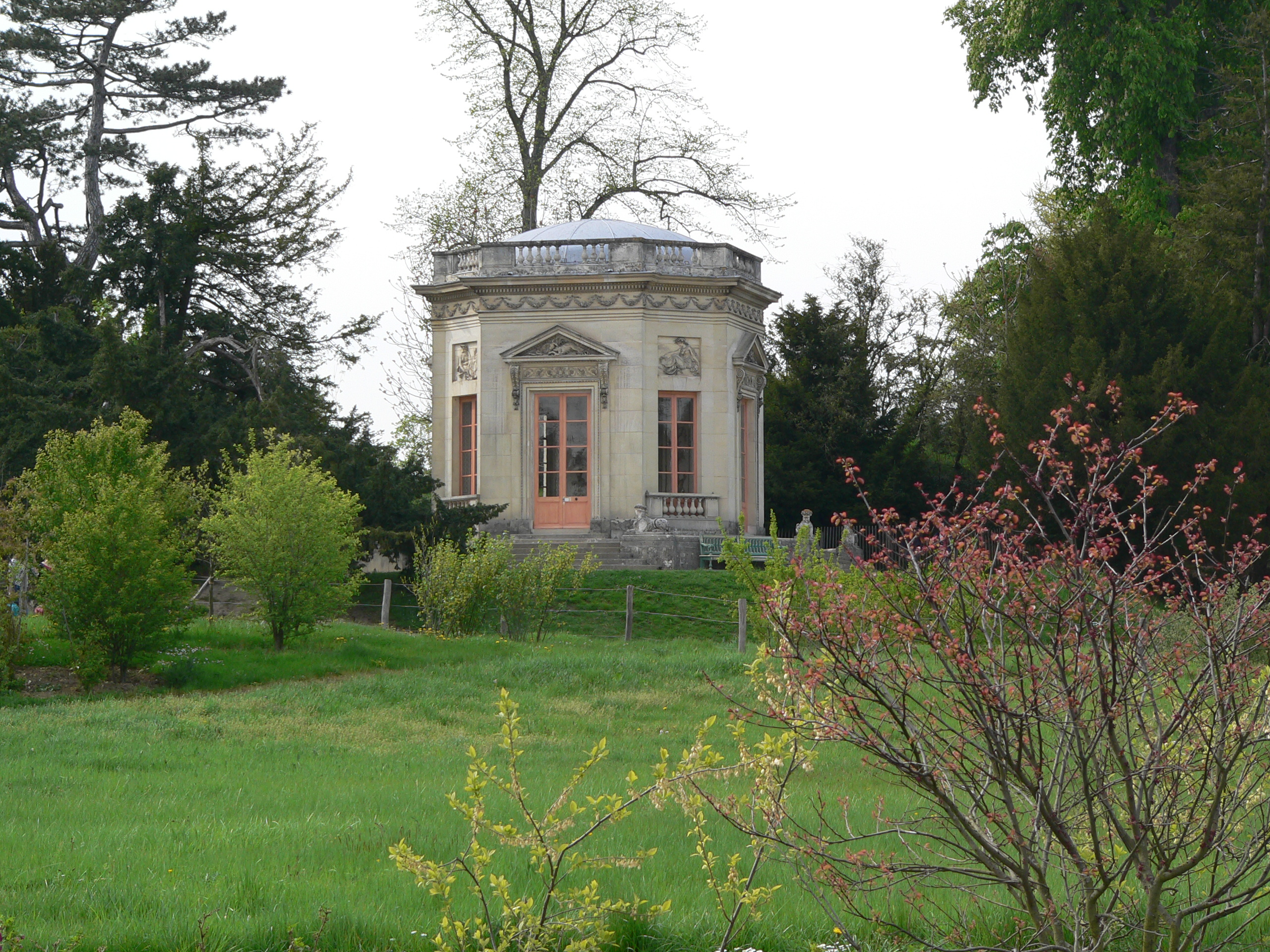
Belvedere beim Petit Trianon, Grand Parc de Versailles

Richard Mique (* 18. September 1728 in Nancy; † 7. Juli 1794 in Paris) war ein französischer Architekt. Er galt als letzter führender Architekt des Ancien Régime.
Nach seiner Ausbildung in Paris, die er unter Jacques-François Blondel abschloss, war er für den polnischen König Stanislaus in Nancy tätig, der ihn in den Adelsstand erhob. Nach dem Tode von Stanislaus kehrte er 1766 nach Paris zurück. 1767–1772 baute er das Ursulinenkloster in Versailles, das heutige Lycée Hoche, 1775 schuf Mique die Karmeliterkirche in Saint-Denis.
Im gleichen Jahr wurde er Ange-Jacques Gabriels Nachfolger als Erster Hofarchitekt Ludwigs XVI. und leitete anschließend mehrere kleinere Bauvorhaben in Versailles, wie die Einrichtung der Petits Appartements im Schloss selbst, sowie im Park den Bau des Theaters beim Petit Trianon, den Amor-Tempel und das Belvedere.
Sein bekanntestes Werk ist das Hameau der Königin, das Dörfchen für Marie-Antoinette im Schlosspark des Trianon.
Mique wurde der proroyalistischen Konspiration verdächtigt und starb gemeinsam mit seinem Sohn während der Französischen Revolution auf der Guillotine, nur wenige Wochen vor dem Ende der Terrorherrschaft.